# ریونه
ریونه (به اوکراینی: Рівне) شهری در استان ریونه در کشور اوکراین واقع شده‌است. جمعیت این شهر ۲۴۵,۲۸۹ نفر (۲۰۲۱ تخمینی) است.

## نگارخانه

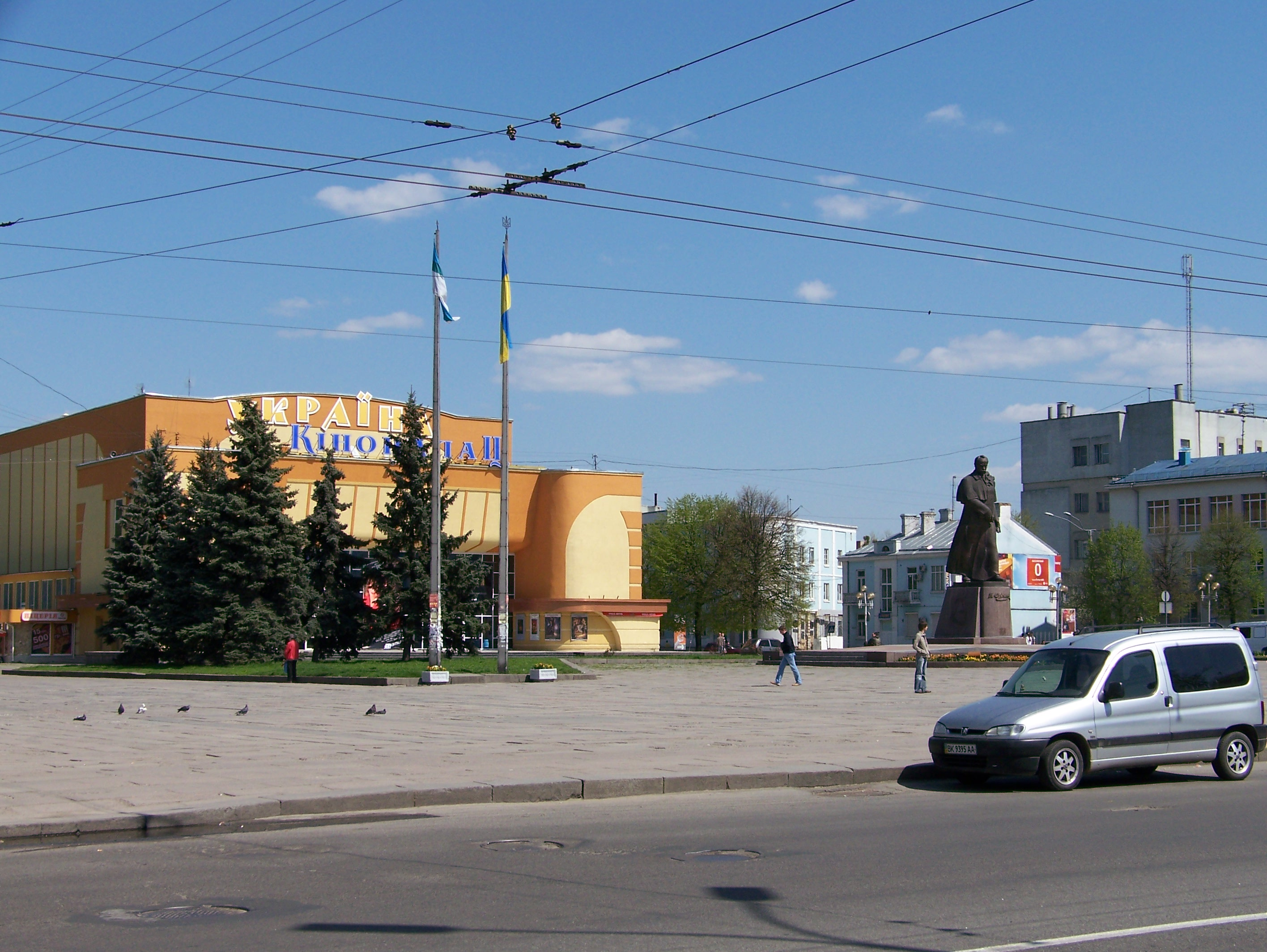
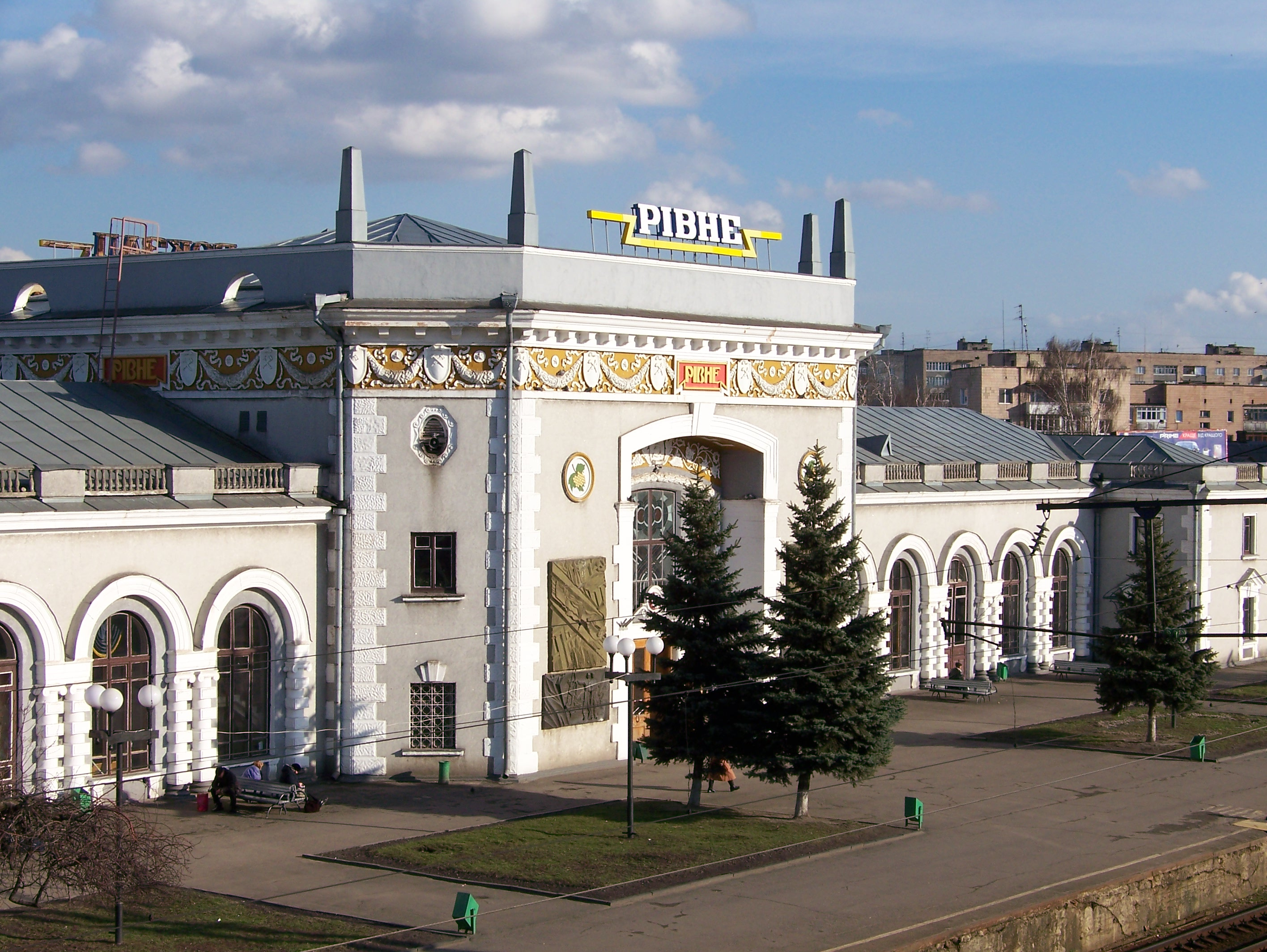

## شهرهای خواهر
- ویدین - بلغارستان
- زابژه - لهستان
- سیورودونتسک - اوکراین
- لوبلین - لهستان
- زولن - اسلواکی